# ФК Рудар Приедор
ФК Рудар (на босненски: Fudbalski Klub Rudar, на босненски: Фудбалски клуб Рудар) , Рудар Приедор или просто Рудар, е босненски футболен клуб от град Приедор, Западнохерцеговски кантон. Участва в Първа лига Република Сръбска.

## История
Клубът е основан на 3 май 1928 година.
С разпадането на Югославия и началото на войната в Босна и Херцеговина, клубът прекратява дейността си през 1992 г. Въпреки това, дори през този период, играчите на клубовете „Рудар Любия“ и „Приедор“ се обедяват и създават футболен клуб „Рудар“ (Приедор). Клубът започва отново да се състезава след края на войната и през 1995 г. достига до финала за Купата на Република Сръбска по футбол.
След 1995 г. клубът играе 12 пъти в Първа лига на Република Сърбия и два пъти във Втора лига. През сезон 2008/09 клубът завършва първенството на първо място под ръководството на треньора Дарко Несторович и се изкачва във Висшата лига на Босна и Херцеговина, създадена през 2002 г. Във връзка с това започна реконструкцията на стадиона с участието на кметството на града.
Домакинските си мачове отборът провежда на „Градски стадион“ в Приедор с капацитет 6 000 места.

## История на имената на клуба
| Години      | Име                                              |
| 1928 – 1967 | ФК Рудар Любия FK Rudar Ljubija                  |
| 1967 – 1992 | ФК Рудар Любия-Приедор FK Rudar Ljubija-Prijedor |
| 1992        | клубът е разформирован                           |
| 1995 -      | ФК Рудар Приедор FK Rudar Prijedor               |

## Клубни успехи
- Втора лига на Югославия:
  -  Сребърен медал (2): 1970/71 (запад), 1971/72 (запад)
- Купа на Маршал Тито:
  - 1/2 финалист (1): 1988/89

- Висша лига на Босна и Херцеговина:
  -  Бронзов медал (1):  1998/99
- Първа лига на Република Сръбска:
  -  Шампион (3): 2008/09, 2014/15, 2020/21
- Купа на Република Сръбска:
  -  Носител (1): 2014/15